# Úhonice
Úhonice je obec ve Středočeském kraji, okres Praha-západ, ležící asi 19 km západně od centra Prahy. Katastrální území obce má 994 ha. V obci žije přibližně 1 300 obyvatel a je zde 313 rodinných domů. Vsí protéká Radotínský potok. V obci je pošta, restaurace, hřiště, škola, hřbitov, obecní knihovna, psí cvičiště a několik obchodů.

## Historie
První zmínka o vsi je z roku 1143, kdy ji, v tomto roce král Vladislav II. daroval řádu premonstrátů ze Strahova. Za husitských válek patřily Úhonice krátce Kunatovi ze Sulevic, ale později byly premonstrátům vráceny.
Dne 12. dubna 1855 došlo k požáru největšího úhonického statku, panského dvora čp. 1. Na památku tohoto požáru byla po tomto roce postavena na návsi kaplička sv. Floriana. V roce 1888 byl v Úhonicích založen sbor dobrovolných hasičů, který funguje nepřetržitě dodnes. V letech 1907 až 1908 byla postavena nová školní budova čp. 43, která byla dne 7. září slavnostně svěcena. Ve škole se vyučuje dodnes.
V letech 1960–1974 byla obec součástí okresu Kladno, od 1. července 1974 přešla v souvislosti s rozšiřováním území hlavního města Prahy pod okres Praha-západ.

### Územněsprávní začlenění
Dějiny územněsprávního začleňování zahrnují období od roku 1850 do současnosti. V chronologickém přehledu je uvedena územně administrativní příslušnost obce v roce, kdy ke změně došlo:
- 1850 země česká, kraj Praha, politický okres Smíchov, soudní okres Unhošť[8]
- 1855 země česká, kraj Praha, soudní okres Unhošť
- 1868 země česká, politický okres Smíchov, soudní okres Unhošť
- 1893 země česká, politický okres Kladno, soudní okres Unhošť[9]
- 1939 země česká, Oberlandrat Kladno, politický okres Kladno, soudní okres Unhošť[10]
- 1942 země česká, Oberlandrat Praha, politický okres Kladno, soudní okres Unhošť[11]
- 1945 země česká, správní okres Kladno, soudní okres Unhošť[12]
- 1949 Pražský kraj, okres Praha-západ[13]
- 1960 Středočeský kraj, okres Kladno
- 1974 Středočeský kraj, okres Praha-západ[14]
- 2003 Středočeský kraj, obec s rozšířenou působností Černošice

### Rok 1932
V obci Úhonice (845 obyvatel, poštovní úřad, četnická stanice, katol. kostel) byly v roce 1932 evidovány tyto živnosti a obchody: výroba cementového zboží, holič, 5 hostinců, 2 koláři, konsum Včela, 2 kováři, krejčí, obchod s mlékem, mlýn, obuvník, obchod s ovocem a zeleninou, pekař, pila, povozník, 2 rolníci, 2 řezníci, 3 obchody se smíšeným zbožím, spořitelní a záložní spolek pro Úhonice, stavitel, švadlena, tesařský mistr, 2 trafiky, 3 truhláři, velkostatek, obchod s vínem, zámečník.

## Obyvatelstvo

### Počet obyvatel
Počet obyvatel je uváděn za Úhonice podle výsledků sčítání lidu včetně místních části, které k nim v konkrétní době patří. Je patrné, že stejně jako v jiných menších obcích Česka počet obyvatel v posledních letech roste. V celé úhonické aglomeraci nicméně žije něco málo nad 1 tisíc obyvatel.
| 1869 | 1880 | 1890 | 1900 | 1910 | 1921 | 1930 | 1950 | 1961 | 1970 | 1980 | 1991 | 2001 | 2011  |
| ---- | ---- | ---- | ---- | ---- | ---- | ---- | ---- | ---- | ---- | ---- | ---- | ---- | ----- |
| 635  | 632  | 668  | 804  | 854  | 822  | 811  | 724  | 797  | 758  | 715  | 810  | 856  | 1 040 |

| 1869 | 1880 | 1890 | 1900 | 1910 | 1921 | 1930 | 1950 | 1961 | 1970 | 1980 | 1991 | 2001 | 2011 |
| ---- | ---- | ---- | ---- | ---- | ---- | ---- | ---- | ---- | ---- | ---- | ---- | ---- | ---- |
| 88   | 90   | 93   | 110  | 122  | 130  | 174  | 209  | 202  | 207  | 212  | 273  | 314  | 364  |

## Památky
- Kostel Zvěstování Panny Marie, pseudorománský z let 1896 až 1898 postavený na místě původního gotického kostela postaveného z roku 1615[4]
- Barokní fara čp. 45
- Hřbitovní kaple strahovských premonstrátů z roku 1799
- Výklenková kaplička sv. Floriána na návsi z roku 1855
- Parní mlýn
- Velkostatek
- Kamenná sloupková boží muka
- Památná lípa u památníku světové války na návsi

Významná západní část katastru obce se nachází v přírodním parku Povodí Kačáku.

## Okolí
Úhonice sousedí s obcí Ptice na severozápadě, s Drahelčicemi na jihovýchodě, s Rudnou a Chýní na východě a Nenačovicemi na jihozápadě.

## Doprava
Dopravní síť
- Pozemní komunikace – Obcí prochází silnice II/101 v úseku Kladno - Unhošť - Úhonice - Rudná - Radotín.

- Železnice – Železniční trať ani stanice na území obce nejsou. Nejblíže obci ve vzdálenosti 4 km leží železniční stanice Nučice na železniční trati 173 Praha Smíchov - Rudná u Prahy - Beroun.

Veřejná doprava 2011
- Autobusová doprava – V obci měly zastávky autobusové linky 307 Praha,Zličín - Unhošť (denně mnoho spojů) a Kladno - Unhošť - Rudná (v pracovních dnech 3 spoje) (dopravce ČSAD MHD Kladno, a. s.).

## Osobnosti
- Otakar Kádner (1870–1936), vysokoškolský profesor a pedagog
- Václav Šidlík (1884–1952), československý legionář, armádní generál a sochař

## Galerie

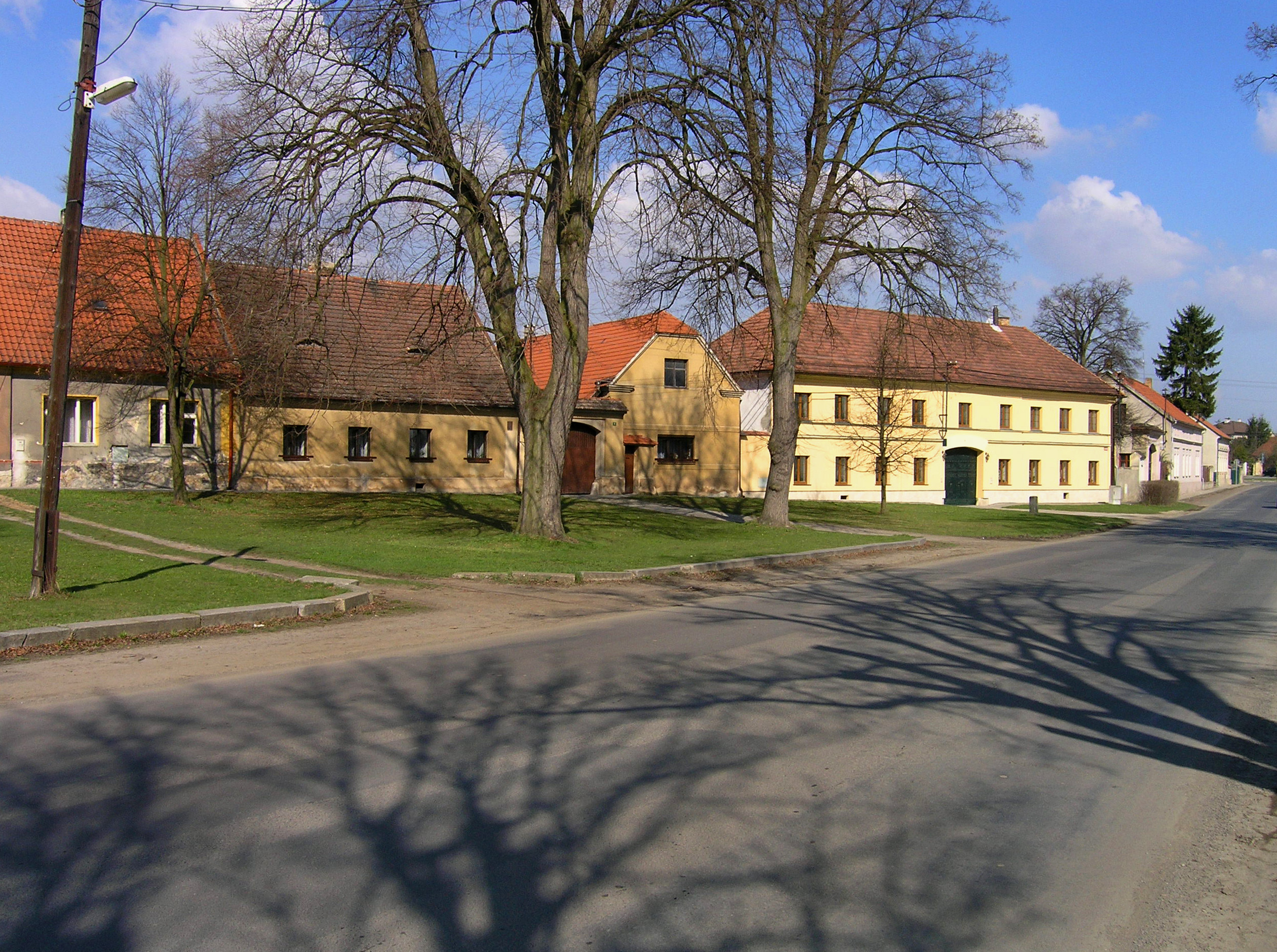
Náves
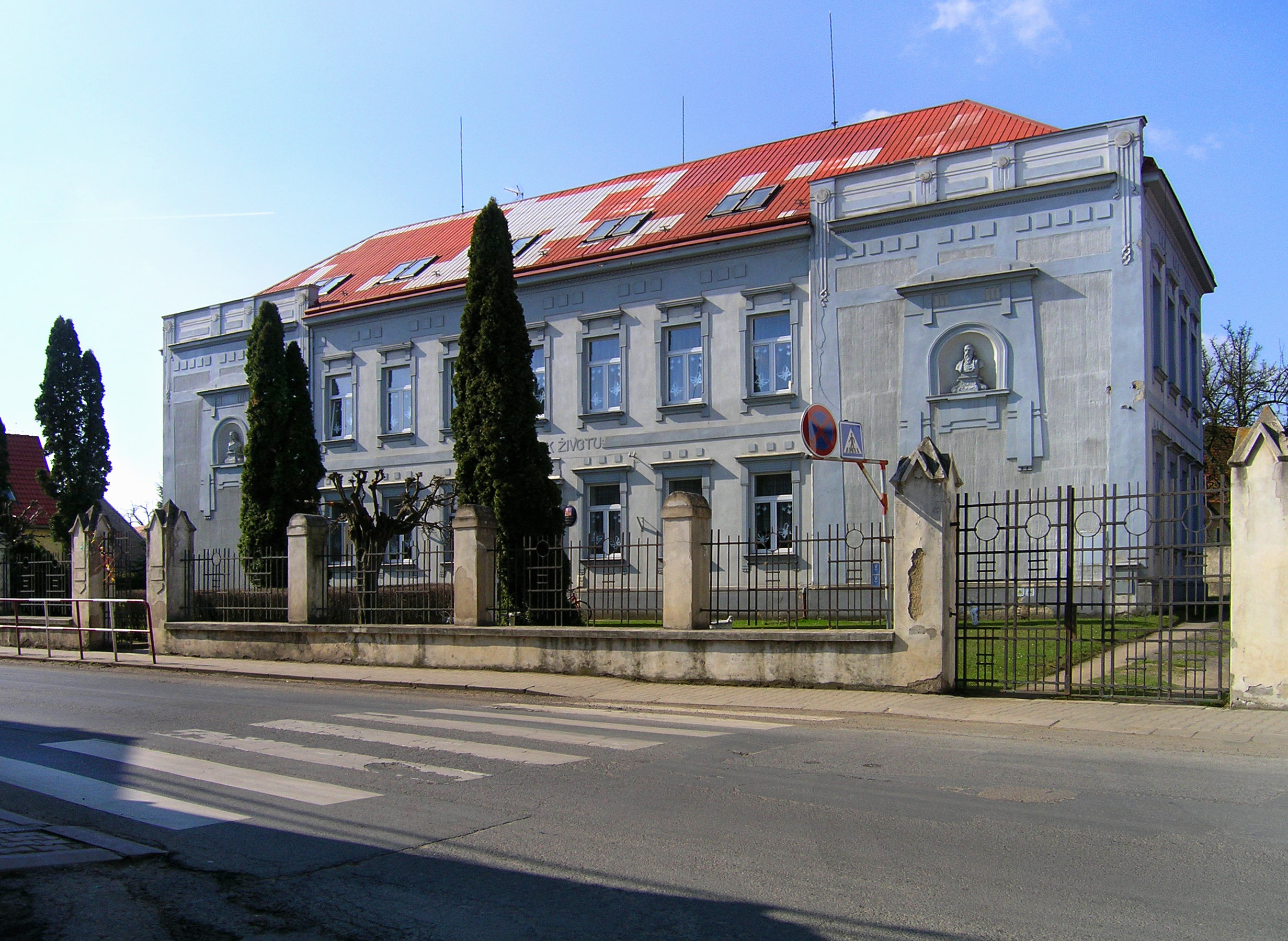
Základní škola